# حيلان (زغرتا)
حيلان هي إحدى القرى اللبنانية من قرى قضاء زغرتا في محافظة الشمال.